# Tiny
Tiny est un canton situé dans la province canadienne de l'Ontario, dans le comté de Simcoe sur la baie Géorgienne du lac Huron. 
La ville comptait 11 232 habitants lors du recensement de la population en 2011. Près du quart de la population est Franco-ontarienne vivant notamment dans le village de Lafontaine formant un quartier de Tiny. Chaque année se déroule, en juillet, le Festival du Loup, un festival de musiques francophones et de culture franco-ontarienne. La ville offre des services bilingues dans le cadre de la Loi sur les services en français (Ontario).
Le musicien franco-ontarien, Damien Robitaille, est originaire de Tiny.

## Lien externe

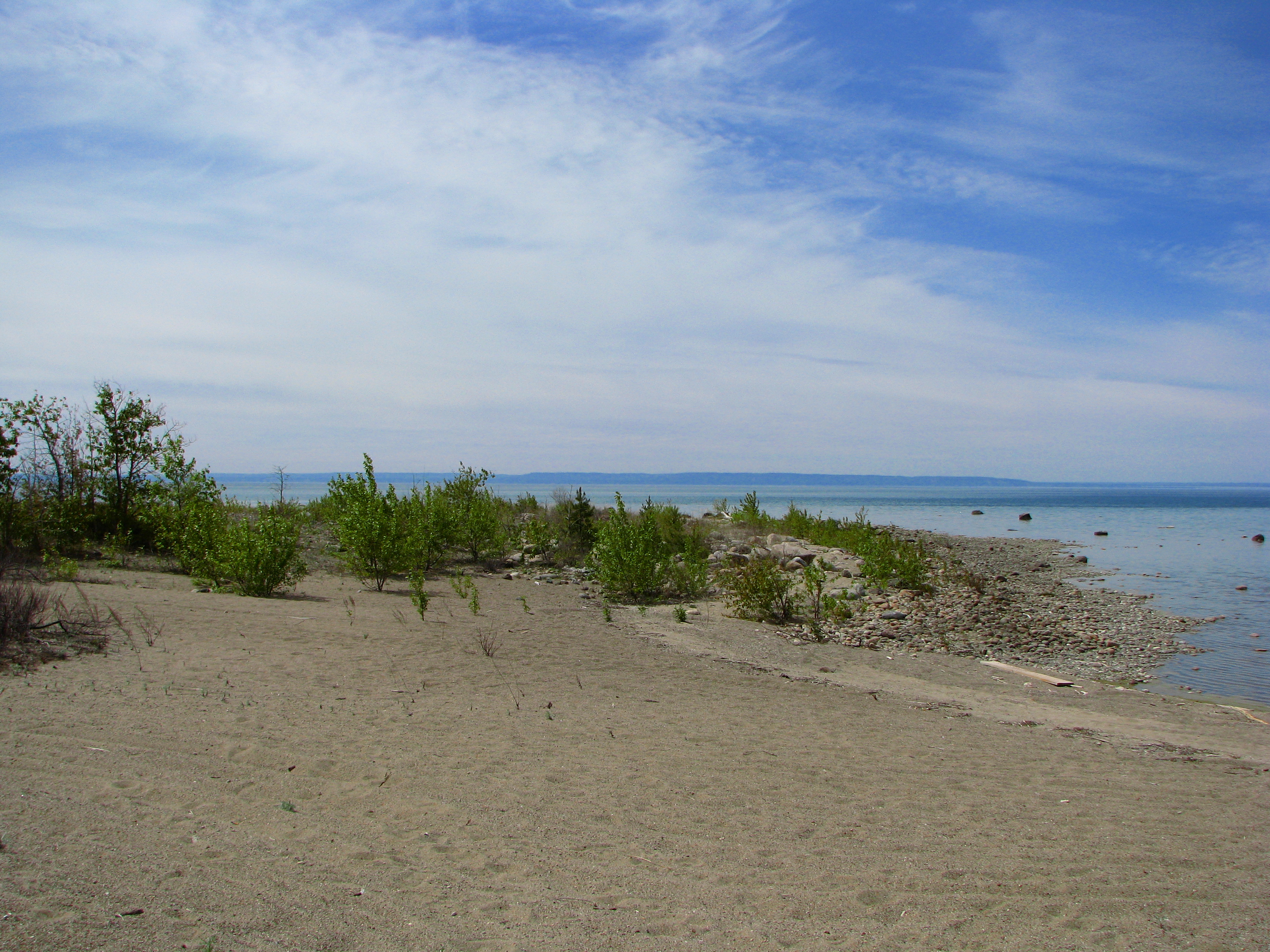
La plage de sable de Lafontaine sur la baie Géorgienne à Tiny.

## Démographie
| 2001  | 2006   | 2011   | 2016   |
| ----- | ------ | ------ | ------ |
| 9 035 | 10 784 | 11 232 | 11 787 |